# シズナイロゴス
株式会社シズナイロゴスは、北海道札幌市白石区流通センターに本社を置く運送会社。

## 概要
1941年（昭和16年）静内自動車運輸有限会社として旧静内町で設立。戦時統合後、1952年（昭和27年）2月、静内自動車運輸株式会社として設立。2002年札幌市に本社移転。2003年シズナイロゴスに商号変更。

## 歴史
出典:

### 前史
創立者である伊藤工は、1930年（昭和5年）21歳の時、恵庭町（現恵庭市）で伊藤ハイヤーを設立し、1940年（昭和12年）まで営業した。しかし、更に大きな仕事をしたいという理想から、事業を同業者に営業譲渡し静内町に進出、運送事業に取り組むことになる。
そして1941年（昭和16年）7月「静内自動車運輸有限会社」として、普通トラック3台で営業を開始した。ただ、太平洋戦争の最中、戦時体制強化の一環として、トラック事業にも戦時重要物資輸送即応体制がひかれ、北海道自動車運輸に統合された。
戦後、企業分割が行われた際、日振自動車株式会社（現NX機工）を創設し、静内営業所として事実上独立。

### 創業
1952年（昭和27年）2月、静内自動車運輸株式会社として、一般区域貨物自動車運送業の免許を受け、車両10台、従業員15名で設立。1954年（昭和29年）12月に、一般貨物自動車運送業の免許を受け、札幌～静内間157kmの路線貨物輸送も併せて開始し、札幌営業所も開設した。
戦後復興期に入りマイカーが普及したこと、加えて1959年（昭和34年）8月に発生した豪雨災害で、日高地方の林業は多大な被害を受け、木材を運搬していた当社の経営も悪化。経営を立て直す為、1961年（昭和36年）2月一般区域貨物輸送を廃止、路線事業に専念することになった。路線事業に専念したことが功を奏し、順調に売り上げを伸ばし、札幌営業所を拡大すると共に、1973年（昭和48年）には苫小牧営業所を開設。
昭和48年（1973年）には北野物流センターを開設し、倉庫業にも着手。加えて関連会社であった「たくみ商事株式会社」が1987年（昭和62年）に物流センター白石を開設し、札幌市内での倉庫運営が本格化。
1992年（平成4年）には倉庫業の免許を取得、千歳市に新たに物流センターを開設（平成14年には2号棟も開設）。2001年（平成13年）にはたくみ商事株式会社から物流センター白石を譲り受け、総合物流を展開。
2003年（平成15年）、本社を白石区流通センターに移転し、社名をシズナイロゴス株式会社に変更。
そして3PL事業を発展拡大する為、2007年（平成19年）、恵庭市に物流センターを開設。2012年（平成23年）には、恵庭市にホームセンター事業部を開設。このセンターは主に北海道内のホームセンター向け商材（日用雑貨）の仮置き・仕分け場の役割を担い、食品以外の分野でもノウハウを蓄積していく。
将来の国際化や、労働人口の減少、ダイバーシティの広がり等を見据え、2016年（平成28年）、恵庭市に「北海道HSL日本語学校」を開設。主に東南アジアからの留学生を受け入れ、アルバイトとしても働いてる。

## 沿革
出典:
- 1940年（昭和15年）7月 - 運輸業の免許を受け静内自動車運輸有限会社として創業
- 1942年（昭和17年）4月 - 北海道自動車運輸に戦時統合
- 1948年（昭和23年）3月 - 日振自動車株式会社静内営業所として独立の第一歩を踏み出す
- 1952年（昭和27年）2月 - 一般区域（現一般貨物）の免許を受けて静内自動車運輸（株）を設立
- 1954年（昭和29年）
  - 4月 - 札幌市南7条に札幌営業所を開設
  - 12月 - 一般路線（現特別積み合わせ）の免許を受ける
- 1962年（昭和37年）7月 - 札幌営業所を美園に移転
- 1965年（昭和40年）9月 - 札幌営業所を白石区東札幌に移転
- 1973年（昭和48年）
  - 3月 - 苫小牧営業所開設
  - 8月 - 北野物流センター開設
- 1984年（昭和59年）7月 - 本社を静内町[注釈 1]末広町に移転
- 1988年（昭和63年）9月 - 札幌営業所の社屋を新築
- 1990年（平成2年）2月 - 苫小牧営業所ターミナル新築
- 1994年（平成6年）
  - 11月 - 千歳市に「シズナイ物流センター千歳」開設
  - 4月 - 札幌営業所を札幌支店に昇格
- 1995年（平成7年）9月 - 苫小牧営業所、事務所新築（270平方メートル）
- 2001年（平成13年）
  - 4月 - 「シズナイ物流センター篠路」稼動開始
  - 11月 - 資本金増資　新資本金30百万円
- 2002年（平成14年）
  - 4月 - シズナイ物流センター千歳2号倉庫完成、創立50周年を迎える
  - 5月 - 東京事業部開設
  - 11月 - 本社 札幌市白石区に移転
- 2003年（平成15年）
  - 9月 - シズナイ物流センター発寒開設
  - 10月 - 本社、札幌物流センターを白石区流通センターに新築移転、社名を（株）シズナイロゴスに商号変更
- 2004年（平成16年）
  - 1月 - 新在庫管理システム稼働
  - 6月 - 札幌中央センター開設
- 2005年（平成17年）
  - 6月 - 資本金7500万円に増資
  - 7月 - 石狩センター開設、北海道ギフトセンター開設
  - 11月 - 本社を札幌市白石区に移転
- 2006年（平成18年）3月 - 交通エコロジー・モビリティ財団 グリーン経営認証取得
- 2007年（平成19年）11月 - 「シズナイ物流センター恵庭」開設
- 2008年（平成20年）
  - 1月 - 札幌支店が、安全性優良事業所認定
  - 4月 - 「シズナイ物流センター菊水」開設
- 2011年（平成23年）4月 - 「ホームセンター事業部」開設
- 2016年（平成28年）7月 - 「シズナイ物流センター恵庭　第二センター」開設
- 2018年（平成30年）9月 - 旭川営業所開設
- 2020年（令和2年）10月 - 「軽車両部門」開設デリバリー事業を開始

## 事業所
出典:
- 本社札幌支店 - 札幌市白石区流通センター7丁目8-21
- 札幌センター - 札幌市白石区流通センター7丁目8番21
- 物流センター白石 - 札幌市白石区中央2条4丁目9-17
- 物流センター菊水 - 札幌市白石区菊水上町3条4丁目16-1
- 物流センター発寒 - 札幌市西区発寒12条13丁目1-15
- 物流センター石狩 - 石狩市新港西2丁目780-3
- 物流センター恵庭 - 恵庭市戸磯201-15
- 物流センター恵庭第二 - 恵庭市戸磯201-15
- 物流センター千歳 - 千歳市上長都1057-15
- ホームセンター事業部 - 恵庭市戸磯345-6
- 苫小牧支店 - 苫小牧市一本松町3-14
- 静内営業所 - 日高郡新ひだか町静内末広町3丁目2-6
- 旭川営業所 - 旭川市永山北2条7丁目20-5